# Goran Terzić
Goran Terzić, né le 18 mars 1978, à Sarajevo, en République socialiste de Bosnie-Herzégovine, est un ancien joueur bosnien de basket-ball. Il évolue durant sa carrière au poste d'arrière.